# De fem legenderna
De fem legenderna (engelska: Rise of the Guardians) är en amerikansk animerad film från 2012 baserad på bokserien "The Guardians of Childhood" skrivna av William Joyce, som tillsammans med regissören Guillermo del Toro är exekutiva producenter. Den handlar om fantasifigurer som Jultomten, Jack Frost och Påskharen.

## Handling
Nordan, Tandis, Harry och den stumme Sandy, även kända som Jultomten, Tandfén, Påskharen och Sandmannen (John Blund), är väktare som beskyddar världens alla barn, men de kan endast göra det om barnen tror på dem.
Så när den ondskefulle Beck Svart, även känd som Mörkermannen, hotar att ersätta barnens tro på väktarna med mardrömmar och ta över världen behöver väktarna hjälp av en ny väktare som Gubben i månen har valt ut: Jack Frost, den busigaste killen i världen.
Jack Frost, som inte har ett minne av vem han var innan han blev Jack Frost och som inte ett enda barn tror på, hoppas kunna ta reda på vem han var i sitt förra liv, och tackar därför ja till att hjälpa väktarna att bekämpa Beck Svart.

## Engelska röster
- Chris Pine – Jack Frost
- Alec Baldwin – Nicholas St. North (Nordan / Jultomten)
- Jude Law – Pitch Black / The Bogeyman (Beck Svart / Mörkermannen)
- Isla Fisher – Toothiana (Tandis)
- Hugh Jackman – E. Aster "Bunny" Bunnymund (Harry / Påskharen)
- Dakota Goyo – Jamie Bennett
- Georgie Grieve – Sophie Bennett
- Dominique Grund – Cupcake (Muffin)
- Olivia Mattingly – Pippa

## Svenska röster
- Jesper Adefelt – Jack Frost
- Allan Svensson – Nordan / Jultomten
- Emil Almén – Beck Svart / Mörkermannen
- Moa Silén – Tandis
- Göran Engman – Harry / Påskharen
- Max Kenning – Jamie Bennett